# PAGCORタワー
PAGCORタワー (Pagcor Tower) は、フィリピンのマニラにあるマニラ湾付近に建設する予定であった高さ665 m (2,182 ft) の展望台である。この塔は、現在建設中のホテル、ショッピングモール、コンベンションセンターそしてカジノを統合したPAGCORシティ（または、エンターテイメントシティマニラ）のランドマークとして建設されることになっていた。このプロジェクトは、PAGCORシティメガプロジェクトに含まれる他のいくつかのプロジェクトとともに破棄された。